# 쫄병 수첩
"쫄병 수첩"(Journal Of A Soldier)은 한국에서 제작된 송병준 감독의 1989년 드라마, 코미디 영화이다. 전호진 등이 주연으로 출연하였고 윤우식 등이 제작에 참여하였다.

## 출연

### 주연
- 전호진
- 이상운
- 신혜수

### 조연
- 임영규
- 조형기
- 양택조
- 김홍석
- 문성근
- 김경란
- 안성기
- 오희찬
- 손정림

## 기타
- 원작자: 김인성
- 제작부장: 박길석
- 제작진행: 김상용
- 제작진행: 변성일
- 촬영부: 김진철
- 촬영부: 이준규
- 촬영부: 김정국
- 조명: 조길수
- 조명부: 임근만
- 조명부: 홍호진
- 조명부: 홍상기
- 그립: 이태성
- 조연출: 조종우
- 조연출: 박원우
- 조연출: 이인송
- 조감독: 박장완
- 붐어시스턴트: 김병수
- 미술: 김일우
- 미술: 윤인자
- 미술: 염홍준
- 특수효과: 김철석
- 스타일리스트: 김호숙
- 현상: 세방현상소
- 효과: 양대호